# Gliese 70
Gliese 70 is een hoofdreeksster van het type M2, gelegen in het sterrenbeeld Vissen op 36,94 lichtjaar van de Zon.